# Florin Bratu
Florin Daniel Bratu (n. 2 ianuarie 1980, București, România) este un fotbalist român retras din activitate, care a jucat pe post de atacant la echipe ca Dinamo, Nantes și Rapid. Pe plan internațional, are prezențe la națională pentru România. După încheierea carierei, a devenit antrenor, și a antrenat, printre altele, Dinamo II, CS Tunari și România U19.

## Cariera de fotbalist
Jucătorul născut la București și-a făcut junioratul la Rapid București, pentru care a și debutat în Divizia A, în august 2001 într-un meci jucat împotriva echipei UM Timișoara. În 2003 a fost transferat la Galatasaray Istanbul pentru suma de 2,75 milioane de dolari, din care însă Rapid a primit mai puțin de jumătate, restul mergând la impresarii jucătorului, Ioan Becali și Gheorghe Popescu. În 2004 a ajuns în Franța, la FC Nantes, unde însă nu s-a adaptat și după ce a fost împrumutat la Valenciennes sau Dinamo, a fost în cele din urmă cumpărat definitiv de echipa bucureșteană, în vara anului 2007, pentru suma de 750.000 de euro.
În octombrie 2008, Bratu a suferit o accidentare gravă într-un meci al lui Dinamo la CFR Cluj, având nevoie de aproape un an pentru a-și reveni complet. A reluat pregătirile alături de Dinamo, dar a evoluat rar în trupa pregătită de Cornel Țălnar. În aprilie 2010 a inițiat un puci al jucătorilor, părăsind cantonamentul echipei de la Cluj-Napoca, alături de cinci coechipieri. A fost reprimit în cele din urmă la lot, evoluând până la finalul sezonului 2009-2010. În iunie 2010 a fost împrumutat la echipa bulgară Litex Loveci pentru jumătate de sezon. A revenit la Dinamo în decembrie 2010, dar după câteva zile și-a reziliat contractul cu bucureștenii. În 2011 a ajuns la Gaz Metan Mediaș.

## Cariera de antrenor
După ce și-a încheiat cariera de fotbalist, a continuat ca și antrenor al echipei a 2-a a celor de la Dinamo București, câștigând mai multe trofee cu aceasta, printre care și Liga Elitelor U19, cea mai mare și importantă competiție de juniori din România. Apoi, devenit antrenor al reprezentativei naționale de fotbal a României a jucătorilor sub 19 ani.
În sezonul 2017-18 al Ligii I, Dinamo București, condusă de Vasile Miriuță, echipă la care Bratu a jucat în trecut, trecea printr-o perioadă ce se înregistrează în istorie ca una dintre cele mai mari contraperformanțe ale clubului de la înființare, și anume, clasarea pe locul 8 al campionatului în sezonul regulat, și prima ratare a play-offului Ligii I, acolo unde joacă 6 cele mai bune echipe ale respectivului sezon. Florin Bratu a fost chemat la echipă pentru a o relansa, și, începând cu data de 26 februarie 2018, a devenit antrenor principal al lui Dinamo. Proiectul său presupunea menținerea nucleului unei generații bune de juniori și promovarea lui la prima echipă. Acest lucru începuse să se întâmple în noul sezon început în toamna lui 2018, dar după câteva eșecuri Bratu a fost demis și înlocuit mai întâi cu Claudiu Niculescu și apoi cu Mircea Rednic, care a abandonat proiectul lui Bratu și s-a axat pe jucători străini, liberi de contract, rulați până la găsirea unui nucleu solid.
Plecat de la Dinamo, Bratu a mers la nou-promovata în Liga a II-a, Aerostar Bacău, pe care a încercat să o salveze de la retrogradare. A plecat și de la Aerostar puțin înainte de terminarea campionatului, când șansele Aerostarului de a rămâne în Liga a II-a scăzuseră considerabil (deși nu dispăruseră total) după o înfrângere în deplasare cu Ripensia Timișoara.
Pe 9 august 2021, Bratu a fost instalat în funcția de selecționer al Naționalei României U-21.